# とよのか
とよのかはイチゴの品種名。認定番号はいちご農林15号。

## 特徴
かつては東日本の女峰と並んで、西日本のとよのかは日本のイチゴの代表的な品種だった。それぞれ「東の横綱」「西の横綱」と評されることもあった。
果実は大粒で円錐形。果皮は鮮赤色でつやがある。香りがよく甘みもあるが、ほとどい酸味もあり、バランスが良い。日持ちもする。
日本だけでなくオーストラリアのタスマニア州でも栽培されており、これを日本に輸入することで一般的にはイチゴの季節外れとなる夏でも日本の市場に出回っている。タスマニア産とよのかは日本産のものと味でも見た目でも遜色なく、特に洋菓子用として人気が高い。
あまおう、さちのかはどちらもとよのかを交配親として開発されている。
とよのか以前に日本での栽培が主流であった宝交早生と違い、とよのかは女峰と共に炭そ病の罹病性があったため、炭そ病はイチゴの重要病害として知られるようになった

## 品種開発の経緯
農林省野菜試験場久留米支場（現・九州沖縄農業研究センター）で1983年に育成された。
ひみこ（久留米36号）を種子親に、はるのかを花粉親として交配させた品種である。